# Poortlossing
De Poortlossing is een beek in Nederlands Zuid-Limburg in de gemeente Stein. De beek ligt bij Elsloo op de rechteroever van de Maas en heeft een lengte van ongeveer 575 meter.
Op ongeveer 500 meter noordelijker stroomt de Woudbeek en ongeveer 750-900 meter naar het zuiden ontspringen de Hemelbeek, Bergzijpke en Armsterbeek.

## Ligging
De beek ligt op de westelijke helling van het Centraal Plateau in de overgang naar het Maasdal. De bron van de beek ligt in het Bunderbos, ten oosten van de spoorlijn Maastricht - Venlo, op de helling ten noorden van Broekhoven en Snijdersberg, ten westen van Catsop en ten zuiden van Elsloo. Vanaf de bron stroomt de beek in zuidwestelijke richting parallel aan de spoorlijn. Ter hoogte van de gemeentegrens Meerssen-Stein mondt de beek tegelijk met de vanuit het zuiden komende Armsterbeek uit in de Hemelbeek, die op haar beurt ongeveer twee kilometer verder in de Maas uitmondt.

## Geschiedenis
Rond 1928 werd de spoorlijn gereconstrueerd en ten behoeve hiervan werd er een diepe ontwateringslossing gegraven, de Poortlossing. Dit moest er voor zorgen dat de onderloopsheid van de spoordijk werd voorkomen, omdat eerder de spoordijk door verzadiging meermaals verzakt was. Het vrijgekomen bodemmateriaal werd ten westen van de spoorlijn aan beide zijden van de Hemelbeek gedeponeerd. Dit resulteerde in twee heuvels met daartussen een vallei waar de Hemelbeek door stroomt.

## Geologie
De Poortlossing ontspringt ten noorden van de Schin op Geulbreuk, maar heeft enkele zijtakken die ten zuiden van deze breuk ontspringen. De noordelijke bron ontspringt op een hoogte van ongeveer 64 meter boven NAP, twee andere takken beide op ongeveer 63 boven NAP. Op deze hoogte dagzoomt klei uit het Laagpakket van Boom dat in de bodem een ondoorlatende laag vormt, waardoor het grondwater op deze hoogte uitstroomt.
De Poortlossing krijgt van verschillende bronnen water, waarvan er één een kalktufbron zijn.